# FCM Aubervilliers
FCM Aubervilliers is een Franse voetbalclub uit Aubervilliers, een voorstad van Parijs. De club werd in 1948 opgericht. Aubervilliers speelt haar thuiswedstrijden in het Stade André Karman, genoemd naar de voormalig Franse politicus André Karman, die in de wijk werd geboren.
Van 2010 tot 2016 speelde de club in de CFA, het vierde hoogste niveau in Frankrijk.

## Bekende (ex-)spelers

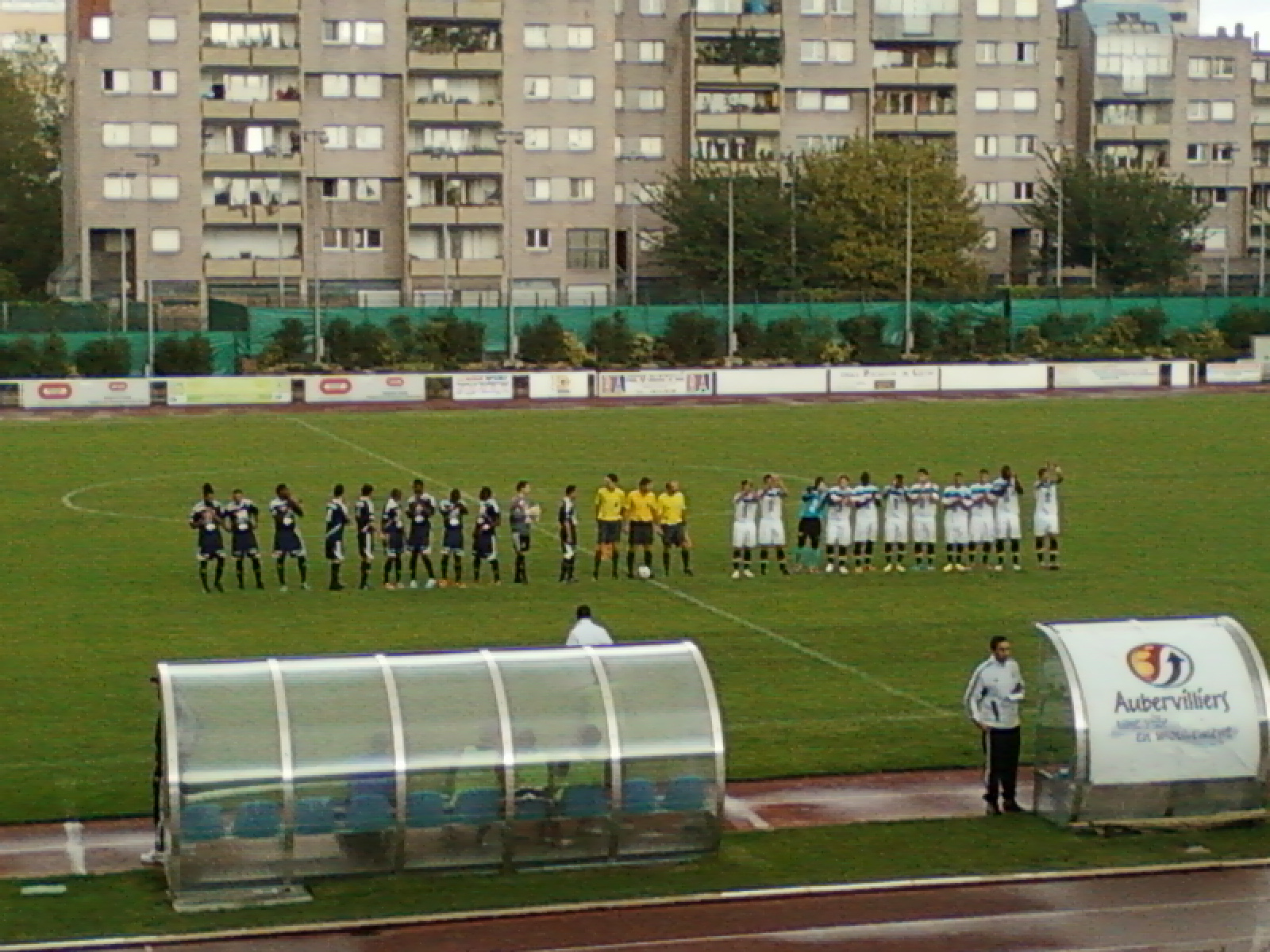
Aubervilliers tegen Lille, augustus 2011

- Abou Diaby (jeugd)
- Steve Marlet
- Warren Zaïre-Emery